# Goce Sedloski
Goce Sedloski (Golemo Konjari, 10. travnja 1974.) sjevernomakedonski je nogometni trener i bivši reprezentativac. Trenutačno je trener sjevernomakedonskog kluba Škupi. Kao igrač igrao je na poziciji obrambenog igrača. 
Profesionalnu karijeru je započeo u makedonskoj Pobjedi iz Prilepa 1994. godine. Godine 1996. odlazi u splitski Hajduk. Potom 1997. odlazi u engleski Sheffield Wednesday. Od 1999. do 2004. godine nastupa za zagrebački Dinamo. 
Sezonu 2004. igra za japanski klub Vegalta Sendai te se 2005. ponovno vraća u Dinamo gdje nastupa jedno polusezonu prije potpisa za turski Diyarbakırspor. Za njemački klub SV Mattersburg potpisuje 2006. godine.
Za makedonsku nogometnu reprezentaciju debitirao je 1996. godine te je do 2010. skupio 100 nastupa i zabio 8 pogodaka.